# Sociální role
Sociální role je očekávaný způsob chování, který se váže k určitému sociálnímu statusu.
Každá osoba hraje více rolí, a to jak nezávisle (student ve škole, zákazník v obchodě, zaměstnanec v práci), tak souběžně (např. otec a manžel v rodině).
Rozlišujeme 3 základní přístupy jedince k sociální roli: identifikaci/ztotožnění, distanc/odstup (jedinec roli navenek hraje, avšak vnitřně se s ní neztotožní), odmítnutí role.

## Základní role
1. Nadřízené (otec, matka, učitel, doktor)
2. Podřízené (žák, pacient)
3. Souřadné (kolega, spolužák, spolupracovník)
4. Role sexuálního partnerství

## Charakteristika a vlastnosti rolí
Změna osoby, která roli vykonává, by na samotnou roli neměla mít vliv (například od policisty očekáváme určité chování, ať už jím je kdokoli). To zajišťuje předvídatelnost chování jedince v dané roli, což přispívá k udržitelnosti řádu ve společnosti. Lidé ve společnosti mají jistá očekávání ohledně zastávání sociální role, která jedincovo jednání řídí. Předpoklady pro zvládnutí role jsou označovány termínem rolové dispozice1, a zahrnují rysy osobnosti, schopnosti, temperament a charakter.
Odlišnost jedinců může někdy vést k individuálnímu pojetí a interpretaci sociální role, což je označováno pojmem dvojznačnost role neboli ambiguita. Člověk se také může setkat s protichůdnými očekáváními okolí ohledně zastávání jeho vlastní role, což se nazývá rolová ambivalence.

## Volba rolí
Člověk si jednotlivé role osvojuje sociálním učením. Některé jsou jedinci vnuceny okolnostmi nebo uloženy, jiné si může svobodně vybrat a rozhodnout se, jakou roli bude ve společnosti zastávat. Role vykonávané jedincem v různých sociálních skupinách jsou výrazem jeho osobnosti v kombinaci s osobním pojetím, se kterým roli vykonává. Role totiž nemají stejnou váhu a výrazně se v nich promítá individualita jedince. Člověk může současně zastávat několik rolí, měl by se však vyvarovat rolového přetížení, tedy neschopnosti dostatečně vykonávat dané role. To se projevuje především stresem a ztrátou schopnosti jednat jako nositel role. Pokud je jedinec vystaven silnému očekávání ze strany svého okolí, které nemůže naplnit, jedná se o rolový tlak. Nová role může vzniknout křížením rolí tak, že se část jednání charakteristických pro jednu roli přenese na roli druhou.

### Klasifikace rolí
| individuální   | × | skupinové  |
| nucené         | × | volitelné  |
| krátkodobé     | × | dlouhodobé |
| pronikající se | × | vylučující |

## Teorie rolí
Za zakladatele teorie sociálních rolí jsou považování americký filosof a sociální psycholog George Herbert Mead (1863–1931) a americký antropolog Ralf Linton (1893–1953), kteří nezávisle na sobě formulovali základní myšlenky této koncepce. G. H. Mead se ve své práci Mind, Self and Society (1934) věnuje analýze procesu socializace, v jehož průběhu dítě přebírá existující způsoby řešení problémů a definování situací. Tedy, že soubor respektovaných očekávání vytváří sociální stránku lidské osobnosti a umožňuje spolupráci mezi jednotlivci v rámci skupiny. R. Linton v knize Study of Man (1936) přichází s podobnými závěry. Vychází z rozlišení role a statusu. Pojem statusu naznačuje, že různí lidé zaujímají v rámci skupin různé postavení. Role, které jsou vyjádřením této skutečnosti, představují spojující článek mezi společností a jednotlivcem, dalo by se říct, že role jsou dynamickým aspektem statusu. Výkon rolí zajišťuje spolehlivou předvídatelnost lidského jednání, jež je nezbytnou podmínkou jakékoliv koordinované akce. Od konce 30. let se koncepce sociálních rolí stala součástí Parsonsova strukturního funkcionalismu, který ji interpretuje v krajně deterministické podobě. Samotná teorie rolí se vyvíjela postupným upřesňováním svého pojmového aparátu. Psycholog Newcombe poukázal na nutnost rozlišovat očekávané jednání a skutečné chování konkrétních osob v určitých situacích. Rovněž došlo k rozlišení různých typů rolí:
1. role připsané (pohlaví, věk, národnost)
2. role získané (prestiž, nezděděná privilegia)
3. role vnucené (vojenská služba, nezaměstnanost).

Již toto elementární rozlišení upozornilo na skutečnost, že funkcionální pojetí rolí jako jednoty zájmů jednotlivců a společnosti je vysoce problematické. Koncem padesátých let R. Dahrendorf v knize Homo sociologicus (1958) vyvolává diskusi o adekvátnosti celé koncepce rolí pro postižení skutečného jednání konkrétních lidí. Bylo poukázáno na to, že teorie rolí vyhovuje spíše tomu, co se očekává od sociologů a mnohem méně přispívá k pochopení vztahů mezi jednotlivci a společností. Dahrendorf zpochybnil též pojem společnosti jako toho, kdo definuje obsahy sociálních rolí a také upozornil na mocenskou nerovnost těch, kdo konkrétně role vymezují. Prvek kritického odstupu vůči rolím byl obsažen již v Meadově rozlišení „I & Me“ jako dvou složek osobnosti, ale strukturní funkcionalismus tento rozměr ignoroval.
Přibližně ve stejné době jako Dahrendorf se modifikací koncepce sociálních rolí zabýval také Robert King Merton (1910–2003). Tento strukturní funkcionalista později rozvedl teorii G. H. Meada a rozdělil možné konflikty rolí do tří skupin:
1. v rámci jedné role – jedinec se nedokáže vyrovnat s požadavky ostatních členů sociální skupiny (tzv. rolový tlak)
2. mezi různými rolemi - rozpor očekávaného chování
3. jedinec a role - spor mezi potřebami jedince a očekávaným chováním

## Konflikt rolí
Existuje několik typů konfliktu rolí. Prvním z nich je situace, kdy různé osoby mohou stejnou roli definovat různě, dokonce až protikladně. Záleží, v jakém postavení se vůči nositeli role nacházejí. Tito „vymezovatelé" či „sdělovatelé" mohou svými obtížně slučitelnými očekáváními navodit konflikt v roli, tj. situaci, kdy nositel role musí volit, kterého z nich do jaké míry uspokojit. Typickým příkladem tohoto konfliktu je situace, kdy se jeden z robotníků stal vedoucím a dostal nařízení, že musí někoho ze svých kamarádů – podřízených propustit a má dilema – být loajální ke kolegům nebo vyhovět vedení.
Dalším typem konfliktu je konflikt mezi rolemi. Dochází k němu v některých situacích, kdy jsou očekávání spojená s jednou z rolí jedince v rozporu s očekáváními, která se vážou k roli jiné. Tenhle typ konfliktu lze oddálit, pokud nositel dané role dokáže realizovat obě obtížně slučitelné role před svým okolím. Například žena se může ocitnout v konfliktu mezi rolí matky a rolí zaměstnankyně v situaci, kdy potřeby dítěte ženu vyrušují od plnění povinností uložených zaměstnavatelem.
Jiným typem konfliktu je „inter-sdělovatel konflikt", ke kterému dochází, pokud má určitá osoba vůči nositeli role vzájemně neslučitelné očekávání a není schopna rezignovat na žádné z nich. Například manželka očekává od partnera, že bude vynikající živitel, otec jejich děti, milenec, společník a světový odborník – ale to všechno není možné.
Posledním typem konfliktu je „Já-role konflikt", který je konfliktem mezi potřebami či schopnostmi nositele rolí a očekáváními, která si druzí s jeho rolí spojují. Důvody, které mu neumožňují tato očekávání naplnit, jsou osobní. Příkladem je situace, kdy je vynikající chemik na základě své odbornosti jmenován ředitelem chemického závodu, který se následně ocitne ve ztrátě. Jeho chemická odbornost mu k řízení podniku nepomáhá.
Od pojmu konflikt rolí se odlišuje zmatení rolí, které nastává v situaci, kdy si jedinec není jistý, kterou z rolí by měl zastávat. Příkladem je student, který potká svého profesora mimo univerzitní prostor.